# 三國志III事件
三國志III事件（さんごくしスリーじけん）、または三國志III能力値付加事件とは、日本のコンピュータゲームメーカー・光栄（現・コーエーテクモゲームス）が1992年に発売したパソコンゲーム『三國志III』のゲームデータ改造ツールを販売した出版社・技術評論社を相手に著作権侵害を主張して起こした裁判の通称。

## 概要
技術評論社が刊行した『三國志III非公式ガイドブック』には、「NBDATA」と称するプログラムを収録したフロッピーディスクが添付されている。このNBDATAを使用すると、ゲーム「三國志III」中に登場する武将のパラメータを通常プレイ時の最大値である100よりも高く設定できた。これに対し、ゲームの発売元である光栄は「ゲームバランスを破壊し、同一性保持権及び翻案権を侵害する」として東京地方裁判所に提訴した。
これに対し、技術評論社側は、
- パラメータの上限を100と定めるのはルールに過ぎず、ゲームのルールに著作物性は存在しない
- 本件のようなシミュレーションゲームでは、プレイヤーの裁量により幅広い展開が予定されており、その全てが著作者の想定する範囲に属するとは言えない

と反論。1995年7月14日に下された一審・東京地裁判決は、技術評論社側の主張を全面的に認める原告敗訴の判決を言い渡し、光栄側は東京高等裁判所に控訴した。
東京高裁への控訴に当たって、光栄は、一審の主張に加えて「本件ゲームソフトは著作権法上の『映画の著作物』に該当し、NBDATAの使用は登場人物の能力値を最大100までに限定した正規の状態とは異なるゲーム展開を生じさせ、ストーリーの改変を引き起こす」との争点を追加した。これは、1984年のパックマン事件において認められた主張を援用したものである。しかし、1999年3月18日に下された東京高裁判決は、一審判決を支持すると共に『三國志III』が映画の著作物に該当するか否かについても
- ユーザーの思考の積重ねに主眼があり、そのプログラムによって表されるディスプレイ上の映像の流れを楽しむことに主眼をもっているものでない
- 映像も連続的なリアルな動きを持っているものではなく、静止画像が圧倒的に多い

として、映画の著作物には該当しないと判断し、光栄側の主張を全面的に退けた。光栄側は最高裁判所へ上告したが、2001年12月に最高裁第二小法廷は上告不受理を決定し二審・東京高裁判決が確定した。
本判決後、個人が閉鎖領域内（改変結果を不特定多数人に公表しない前提）でチートを行うのは合法とする説の根拠は、この判決が基になっている。しかし、そもそも日本の著作権法がベルヌ条約で求められている「名誉・声望を害する形での改変」以上に広汎な禁止権限を著作者に認めているため、諸外国では合法に行われている行為すら杓子定規的に違法と判断される根本的な欠陥を抱えているものであり、直ちに改正すべきだと言う声も根強い。こうした声を受けて、著作権法を所管する文化庁では、2005年より著作者人格権の見直しに関する調査・研究を著作権情報センターに委託するなど、現行法の見直しに向けた動きも出始めている。
なお、光栄が続編『三國志IV』よりパワーアップキット（PK）と呼ばれるソフトを（訴訟決着前から）各作品で発売するようになったのも、この事件に背景があるとの見方もある。しかし、PK発売後もデータ改造のためのフリーのツールも非公式に製作されている。PKに付属する編集機能以上の編集が可能であること、PK版でなくてもデータを改造できることなどが挙げられる。中には中国で作られたツール（通称「大陸ツール」若しくは「中華ツール」）もある。
また、本件と直接は関係ないが、光栄は、2005年にウエストサイド社の販売していた同社作品のチートツールに対し警告を行い、オンラインゲームのもののみならず全面的に販売停止に追い込んでいる。

## 書誌情報
- 三國志III 非公式ガイドブック - 1993年2月初版 ISBN 4874085431